# Chortinaspis subterranea
Chortinaspis subterranea är en insektsart som först beskrevs av Karl Hermann Leonhard Lindinger 1912.  Chortinaspis subterranea ingår i släktet Chortinaspis och familjen pansarsköldlöss. Inga underarter finns listade i Catalogue of Life.